# Runów (wieś w województwie mazowieckim)
Runów – wieś sołecka w Polsce położona w województwie mazowieckim, w powiecie piaseczyńskim, w gminie Piaseczno.
Wieś szlachecka Runowo położona była w drugiej połowie XVI wieku w powiecie tarczyńskim ziemi warszawskiej województwa mazowieckiego. W latach 1975–1998 miejscowość administracyjnie należała do województwa warszawskiego. Usytuowana w sąsiedztwie Lasów Chojnowskich, w odległości 13 km od Warszawy (25 km od Centrum) i ok. 5 km od Piaseczna.
Na terenie wsi znajduje się dworek modrzewiowy z XVIII-XIX wieku otoczony drzewami (akacje, brzozy, wierzby, olchy, topole), który należał do Zgromadzenia Sióstr Miłosierdzia. Budynek otacza park – typowe założenie przyklasztorne składające się z części ozdobnej i użytkowej. Jego powierzchnia wynosi ok. 1,4 ha.
Przez Runów przebiega trasa Piaseczyńskiej Kolei Wąskotorowej. We wsi znajduje się przystanek osobowy.

## Historia
Nazwa miejscowości została odnotowana już w aktach z XV wieku. W 1827 roku w Runowie było 11 domów, w których mieszkało 98 osób. Na przełomie XIX i XX wieku wieś znajdowała się w powiecie grójeckim, w gminie i parafii Jazgarzew. Liczyła wówczas 155 mieszkańców. Folwark w Runowie był własnością Instytutu św. Kazimierza w Warszawie, czyli Zgromadzenia Sióstr Miłosierdzia. Po drugiej wojnie światowej zabudowania gospodarcze, drewniane czworaki i grunty rolne należące do folwarku przejęło państwo. Utworzono Państwowe Gospodarstwo Rolne – Runów. W latach 90. XX wieku gospodarstwo zostało zlikwidowane.